# Омарова, Зауре Садвокасовна
Зауре Садвокасовна Омарова — советский хозяйственный, государственный и политический деятель. Награждена орденом «Отан» (2004).

## Биография
Родилась в 1924 г. в ауле Дюсембай Карсакпайского района Карагандинской области. 
Член ВКП(б) с 1948 года.
С 1948 года — на хозяйственной, общественной и политической работе. 
В 1948—1985 гг. — инженер, начальник планового отдела на шахте, старший инженер-проектировщик института «Карагандагипрошахт», заместитель Председателя Совета Министров Казахской ССР, председатель Алма-Атинского промышленного облисполкома, первый заместитель Алма-Атинского облисполкома, министр социального обеспечения Казахской ССР.
Избиралась депутатом Верховного Совета СССР 4-го и 5-го созывов, Верховного Совета Казахской ССР 5-10-го созывов.
Умерла в 2008 году.